# Sharbat

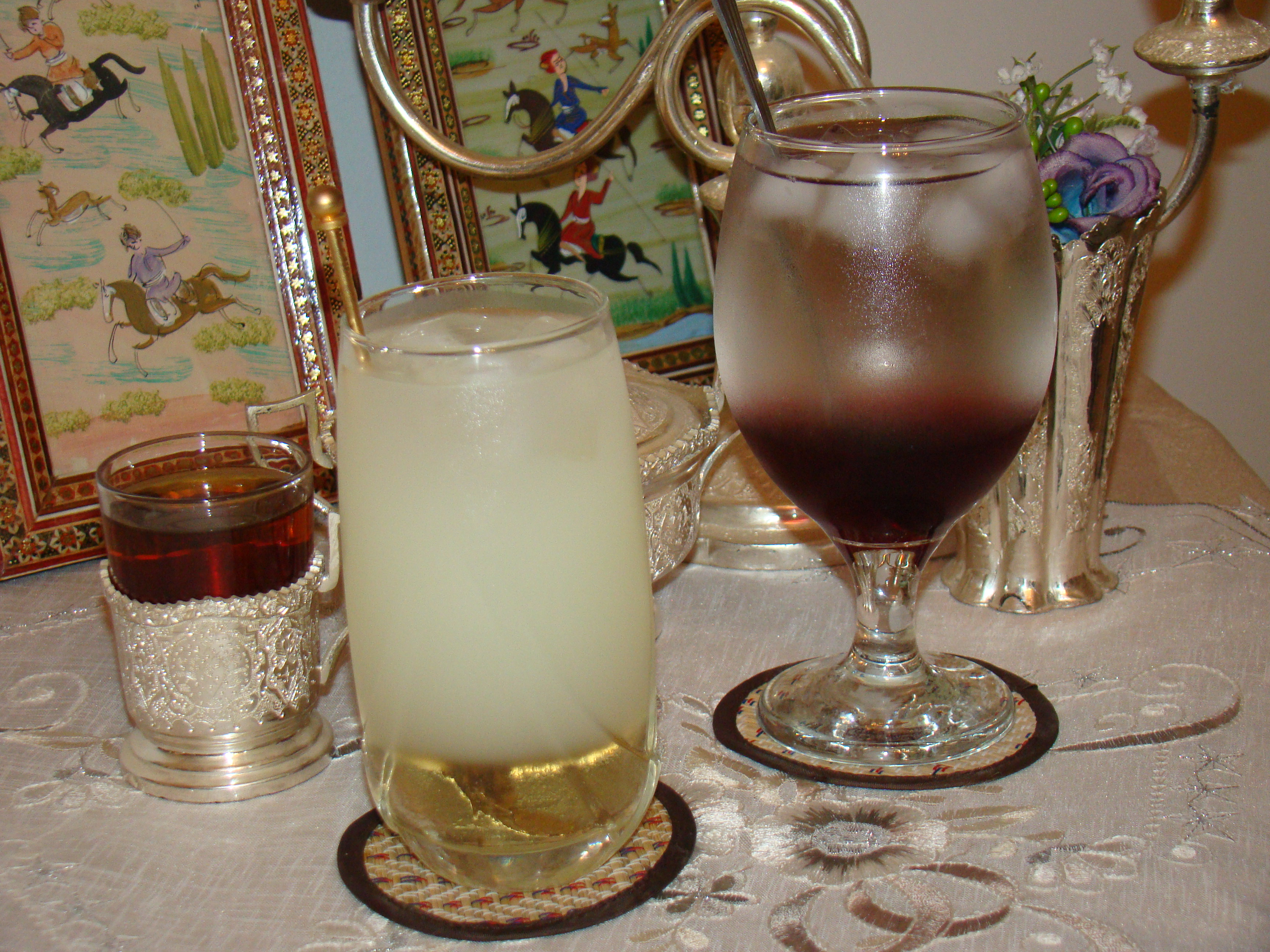
Dois tipos de sharbat iraniano (o do centro é de limão siciliano e o da direita é de cereja) junto com chá iraniano (à esquerda).

Sharbat (persa: شربت, também transliterado como shorbot, šerbet ou sherbet) é uma bebida preparada com pétalas de frutas ou flores. É um um suco concentrado, geralmente servido gelado. Pode ser servido na forma concentrada e consumido com uma colher ou diluído em água para criar a bebida.
Os sharbats populares são feitos de um ou mais dos seguintes ingredientes: sementes de manjericão, água de rosas, pétalas de rosas frescas, sândalo, bael, hibisco, limão siciliano, laranja, manga, abacaxi, uva, falsa (Grewia asiatica) e sementes de chia.
O sharbat é comum nos lares do Irã, Turquia, Bósnia, mundo árabe, Afeganistão, Paquistão, Sri Lanka, Bangladesh e Índia, e é popularmente consumido pelos muçulmanos quando quebram o jejum diário durante o mês do Ramadã.
Uma versão do sul da Índia, comumente chamada de sarbbath, é popular em Kerala, Tamil Nadu e Andhra Pradesh, regiões em que um xarope especialmente feito de salsaparrilha indiana e limão é dissolvido em leite ou água com gás.
Uma bebida indonésia (javanesa) chamada serbat, é comumente encontrada durante o mês do Ramadã. A mais popular é feita com a mistura de água fria, xarope simples e melão ralado, popularmente conhecida como serbat blewah ou sorvete de melão.

## Etimologia

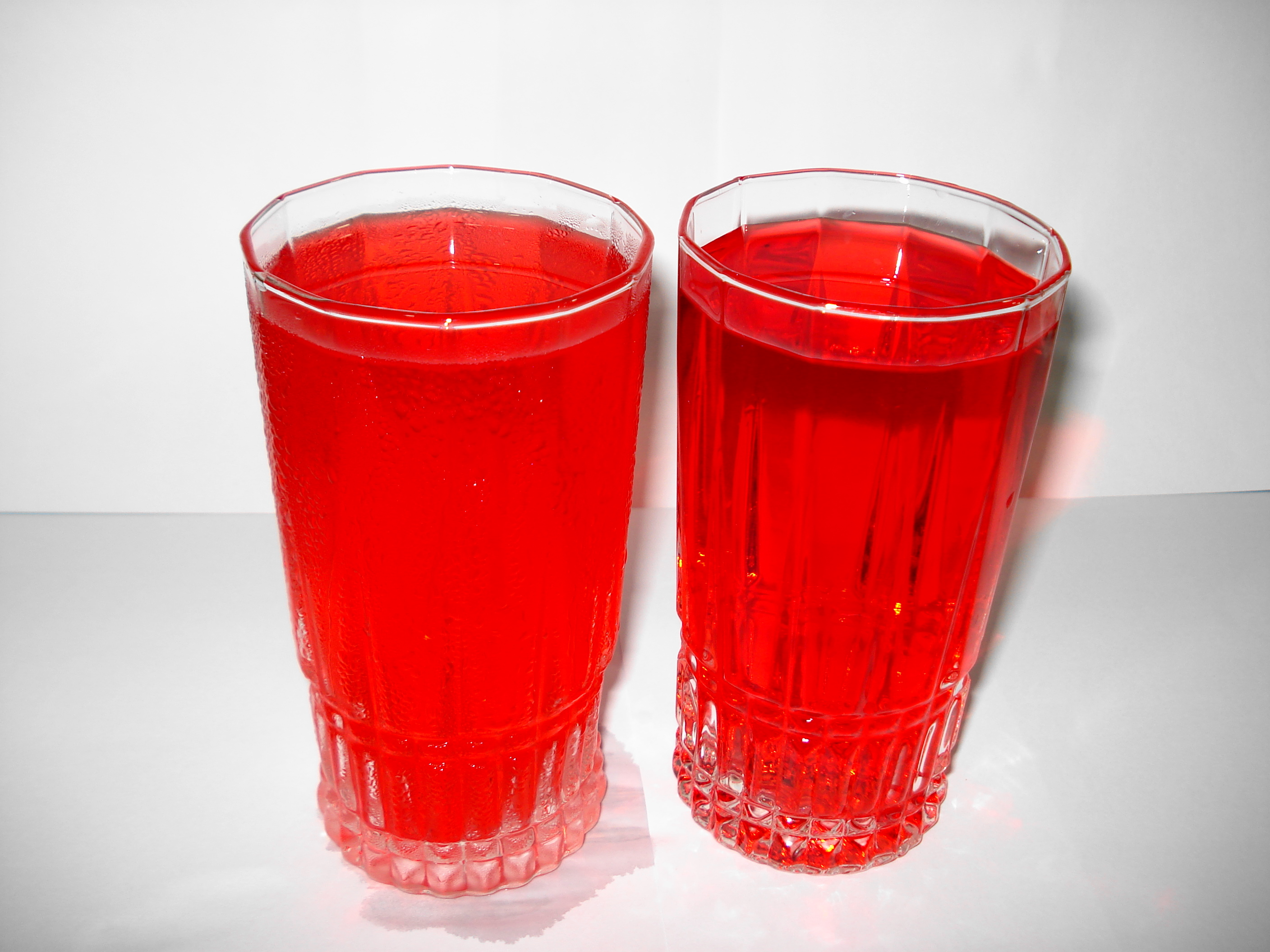
Sharbat Rooh Afza (concentrado de abóbora) feito de frutas e ervas, formulado em 1906 em Ghaziabad, Uttar Pradesh, Índia, e lançada em Old Delhi, Índia.

O termo vem da palavra persa "sharbat" (شربت), que significa uma bebida de açúcar e água. Esse termo, por sua vez, veio da palavra árabe "shariba", "beber". No final da Idade Média, a palavra árabe "sharāb" (شراب) passou a significar "bebida alcoólica" e a forma alternativa "sharbāt" (شربات) e suas variações persa e turca, "sharbat" (شربت) e "şerbet", respectivamente, assumiram o significado de uma bebida doce não alcoólica.

## História
O sharbat provavelmente se originou no Irã (Pérsia). Vários xaropes estão listados no Canon of Medicine do século XI do escritor persa Avicena. No século XII, no livro persa Zakhireye Khwarazmshahi, Gorgani descreve diferentes tipos de sharbats no Irã, incluindo ghoore, anar, sekanjebin, etc.
A primeira menção ocidental de sharbat é uma referência italiana a algo que os turcos bebiam. A palavra entra no italiano como sorbetto, que se torna sorbet em francês. No século XVII, a Inglaterra começou a importar "pós de sherbet" feitos de frutas secas e flores misturadas com açúcar. Na era moderna, o pó de sherbet ainda é popular no Reino Unido. Um escritor inglês contemporâneo que viajava pelo Oriente Médio escreveu sobre "diversos sherbets... alguns feitos de açúcar e limões, outros de violetas e similares". Quando os europeus descobriram como congelar o sherbet, começaram a fazer sorbetto adicionando sucos de frutas e aromatizantes a uma base de xarope simples congelado. Nos Estados Unidos, sherbet geralmente significava um leite gelado, mas as receitas dos primeiros manuais de fontes de refrigerante incluíam ingredientes como gelatina, claras de ovos batidas, creme ou leite.
O sharbat era tradicionalmente feito com suco de cana, mas nos tempos modernos é comumente feito em casa com açúcar e água. Às vezes, adiciona-se limão para melhorar a textura e o sabor. O mel também é comumente usado como adoçante. O sharbet vem em vários sabores, incluindo limão, romã, marmelo, morango, cereja, laranja, rosa, flor de laranjeira, tamarindo, amora e violeta. Um sharbat registrado no livro de receitas do século XIX de Friedrich Unger é chamado de gülgülü tiryaki şerbet, que significa "sherbet de comedor de ópio rosa".

## Índia
O sharbat foi introduzido na Índia pelos mogols no século XVI. Foi popularizado no subcontinente indiano por Babur, que enviava cargas frequentes de gelo do Himalaia para fazer uma bebida refrescante.

## Oriente Médio

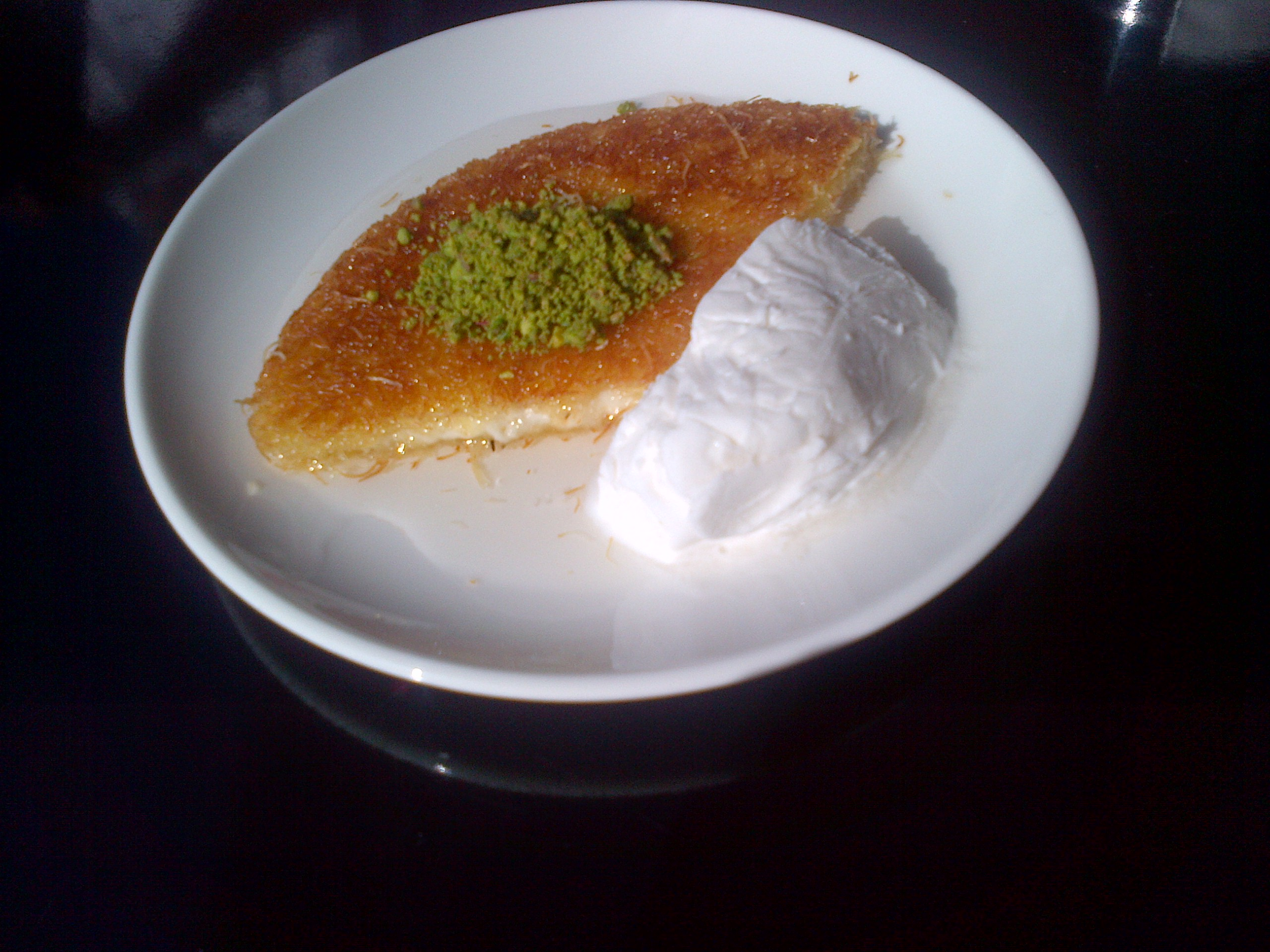
Künefe, sobremesa feita de kadayif embebido em sharbat, servido com sorvete Maraş.

Muitos muçulmanos otomanos não tinham o costume de consumir ou servir bebidas alcoólicas, o que contribuiu para a popularidade do sharbat durante a Idade Média. O sharbat podia assumir três formas: xaropes chamados şurup, pastas chamadas çevirme e tabletes. Os confeiteiros otomanos criavam essências concentradas a partir de ingredientes frescos que podiam ser diluídos para fazer sharbat. Nos tempos modernos, a produção de sharbat diminuiu, mas em algumas regiões da Turquia os xaropes ainda são feitos. As pastas são raras e só podem ser encontradas em lojas especializadas. A maioria das pastas disponíveis comercialmente hoje se limita aos sabores de bergamota ou mástique. Os tabletes eram um item de especialidade, mesmo durante a época otomana, feitos apenas por confeiteiros em lojas profissionais. Para fazer as pastilhas, sucos de frutas e óleos essenciais, como rosa ou canela, eram adicionados à água fervente com açúcar e mexidos contra as laterais da panela até que o açúcar começasse a cristalizar. Especiarias, nozes moídas e ervas podem ser adicionadas à mistura, que é despejada em uma grande placa de mármore e deixada endurecer.

No século XIX, Isaac Edrehi escreveu sobre um comerciante chamado Mustafa que fazia dois tipos de bebidas chamadas sherbet e khoshâb:
Uma das iguarias da feliz mistura da qual Hadjy Mustafa se orgulha é o khoshâb. Essa bebida, embora quase relacionada, não deve ser confundida com sherbet. Este último é levemente acidulado e, em geral, feito de suco fresco de limão, marmelo, laranja ou cereja, ou de uvas cristalizadas, amoras e abrunheiro, espremido ou diluído em água fria e, portanto, bebido a qualquer hora. Mas o khoshâb ("água agradável") é o final de todos os jantares ortodoxos e é composto de frutas em conserva ou xaropes, como romãs de Aidin, ameixas de Mardin, damascos de Damasco e Bokhara, pêssegos de Rodosto, cerejas de Scala Nuova, morangos de Beybek, rosas de Adrianópolis, tamarindos e assim por diante."
O escritor otomano Evliya Çelebi registrou que os comerciantes de Khoshâb no Egito otomano faziam khoshâb, que ele chama de "um tipo de sorvete", com "o suco das frutas mais excelentes, como damascos de Bokhara, ameixas de Mardin, peras do Azerbaijão, amoras de Arabguir, uvas de Esmirna, cerejas ácidas (aigriottes) de Rodosto, maçãs de Koja Ili, ameixas secas de Temesvar e pêssegos de Constantinopla". De acordo com esse relato, o khoshâb é aromatizado com "âmbar e almíscar". Ele continua descrevendo um grupo diferente de comerciantes de sherbet cujas lojas são decoradas com "muitos milhares de xícaras e tigelas da China e de Fayence, que são preenchidas com sherbet, feito de ruibarbo, rosas, limões, lótus, tamarindos e uvas".
O poema otomano do século XV de Süleyman Çelebi escreveu: "As I burned with raging thirst, They handed me a glass of sherbet" ("Enquanto eu ardia de sede, eles me deram um copo de sherbet"), descrevendo como a mãe do profeta islâmico Maomé recebeu um copo de sherbet enquanto estava em trabalho de parto. Quando uma mulher na Anatólia dá à luz, ainda é costume oferecer um sherbet quente chamado "lohusa şerbeti" aos convidados.
Os sabores comuns do sharbat incluem tamarindo, romã, amora-preta, uva azeda, alcaçuz, amarena, rosa e mel. Uma versão usa flores frescas de glicínias roxas. As pétalas são embebidas em água por um dia inteiro e depois coadas em um morim. As pétalas são enroladas no pano de algodão e seu líquido altamente perfumado também é espremido na tigela que contém a água perfumada. Adiciona-se açúcar e deixa-se a mistura açucarada descansar durante a noite.

Um sharbat simples de limão, ácido cítrico e água, sem especiarias adicionais, é chamado nişan şerbeti ou "sherbet de noivado" em turco e é tradicionalmente servido em cerimônias de noivado. Algumas versões de sherbet de limão podem ser opcionalmente aromatizadas com mel e cravo. Um sherbet semelhante, aromatizado com cravo e suco de limão, também pode ser feito com pêssegos frescos. Maçã verde e canela é outra combinação de sabores possível. Uma receita de "sherbet otomano" pede que cerejas ácidas açucaradas, ameixas secas, passas douradas, gengibre fresco, cravo e paus de canela sejam cozidos juntos.

## Variações

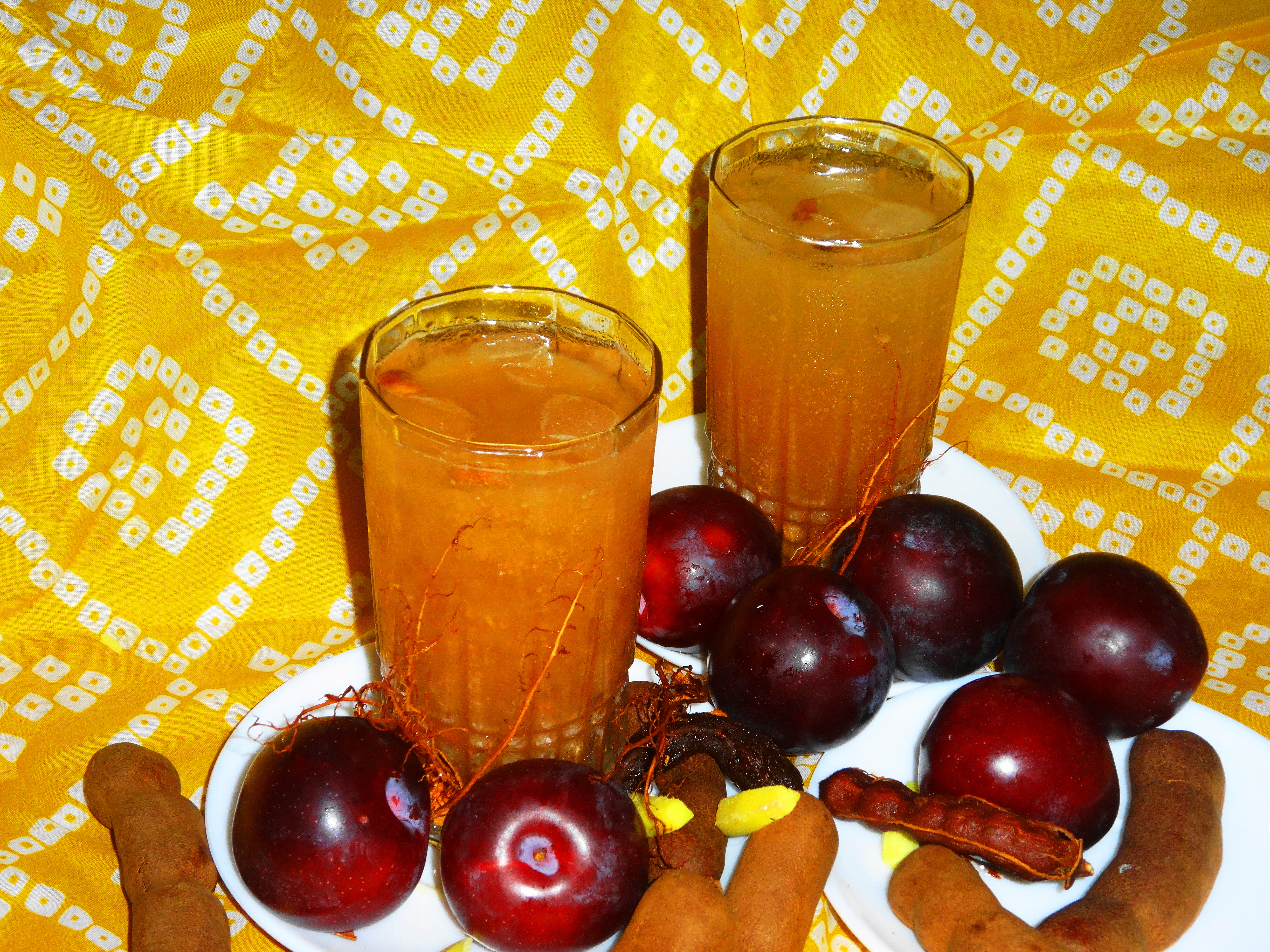
Sharbat de tamarindo e ameixa.

O sharbat de tamarindo é uma bebida não alcoólica popular nos países muçulmanos, comumente preparada durante o Ramadã. Na Turquia, o sharbat de tamarindo, chamado demirhindi şerbeti, pode ser aromatizado com cravo, cardamomo, gengibre fresco, canela em pau, mel, sálvia e flores de tília secas. Em urdu, o tamarindo é chamado de imli e é comumente combinado com ameixas secas (aaloo bukhara).
O sorvete de amêndoas é provavelmente de origem persa e pode ser temperado com cardamomo e kewra. Outra versão do sorvete de amêndoas é feita com leite e açafrão e, às vezes, são adicionadas sementes de melão almiscarado.

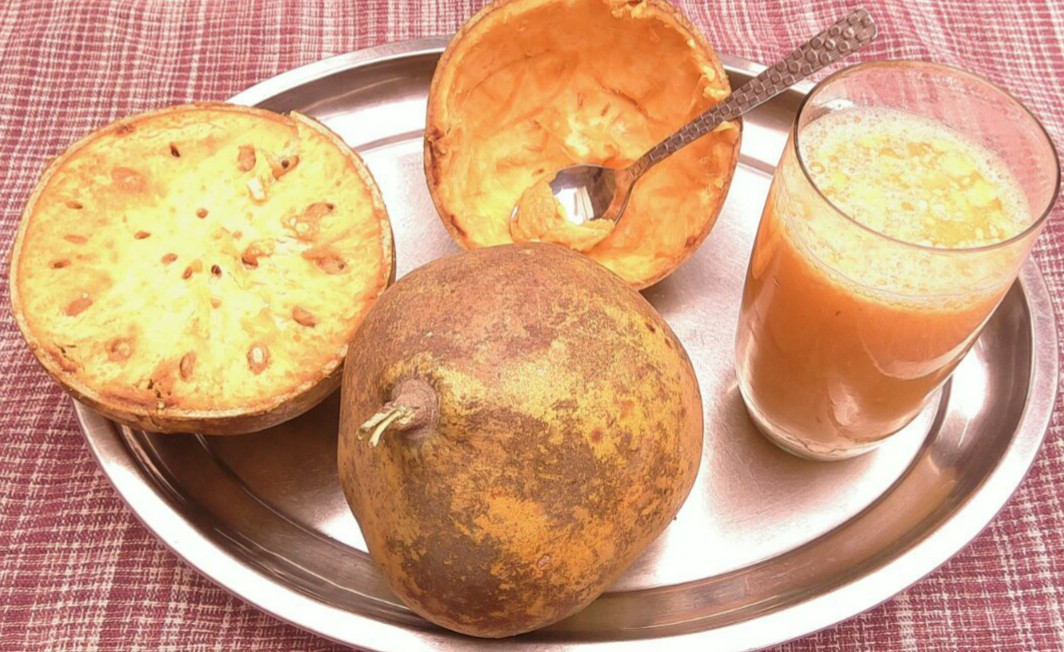
Bael ka sharbat

O sharbat de maçã pode ser aromatizado com sal, pimenta e menta ou simplesmente com açúcar e suco de limão siciliano. Chamado de bael ka sharbat, é uma das bebidas mais populares na Índia e foi discutido na Agricultural Gazette of New South Wales de 1894. Outra variação de sharbat da Índia é feita com sândalo em pó (chandan) e leite açucarado. As bagas de Grewia asiatica são outra base para algumas variedades de sherbet do sul da Ásia. Algumas variações de sharbat azedo podem usar frutas cítricas, tamarindo ou bagas de sarandi. Uma limonada indiana chamada nimbu pani é feita com suco de limão ou limão siciliano espremido na hora com aromas adicionais, como gengibre, hortelã, açafrão, kewra ou até mesmo pimenta-do-reino esmagada.
O sharbat de vetiver (xarope de khus) pode ser feito adicionando-se essência de khus ao açúcar e à água. A essência de khus é feita a partir das raízes da grama vetiver. O sharbat de vetiver pode ser usado como aromatizante para milkshakes, lassi e outras bebidas de iogurte, sorvete, Shirley Temples e outras bebidas mistas. Também pode ser usado como cobertura de sobremesa para fins gerais.
O sabor mais comum do sharbat é o de rosa. Ele pode ser usado como cobertura para o pudim de leite malabi. Um método turco de fazer sharbat de rosas envolve amassar pétalas de rosas frescas com um pouco de ácido cítrico ou açúcar para liberar sua fragrância. (Se for usado açúcar, as pétalas são deixadas na geladeira durante a noite e uma pequena quantidade de suco de limão é adicionada no dia seguinte). Essa mistura de pétalas é chamada de gül mayası e pode ser adicionada a uma base de sharbat de açúcar e água para fazer uma cobertura de sharbat de rosas que pode ser usada para dar sabor a sobremesas como malabi e outros biscoitos e bolos.